# Schloss Kleinbardorf

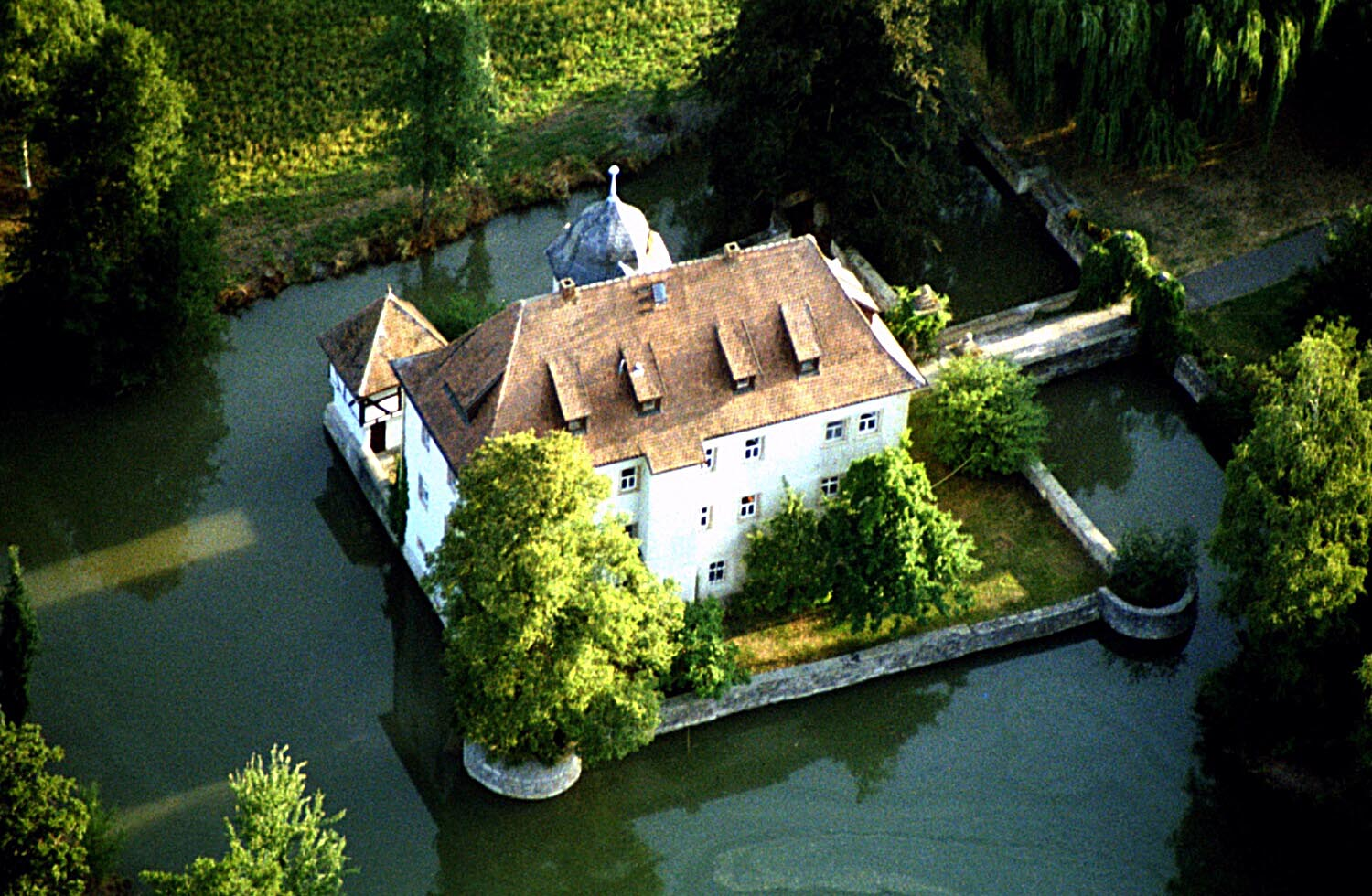
Wasserschloss Kleinbardorf

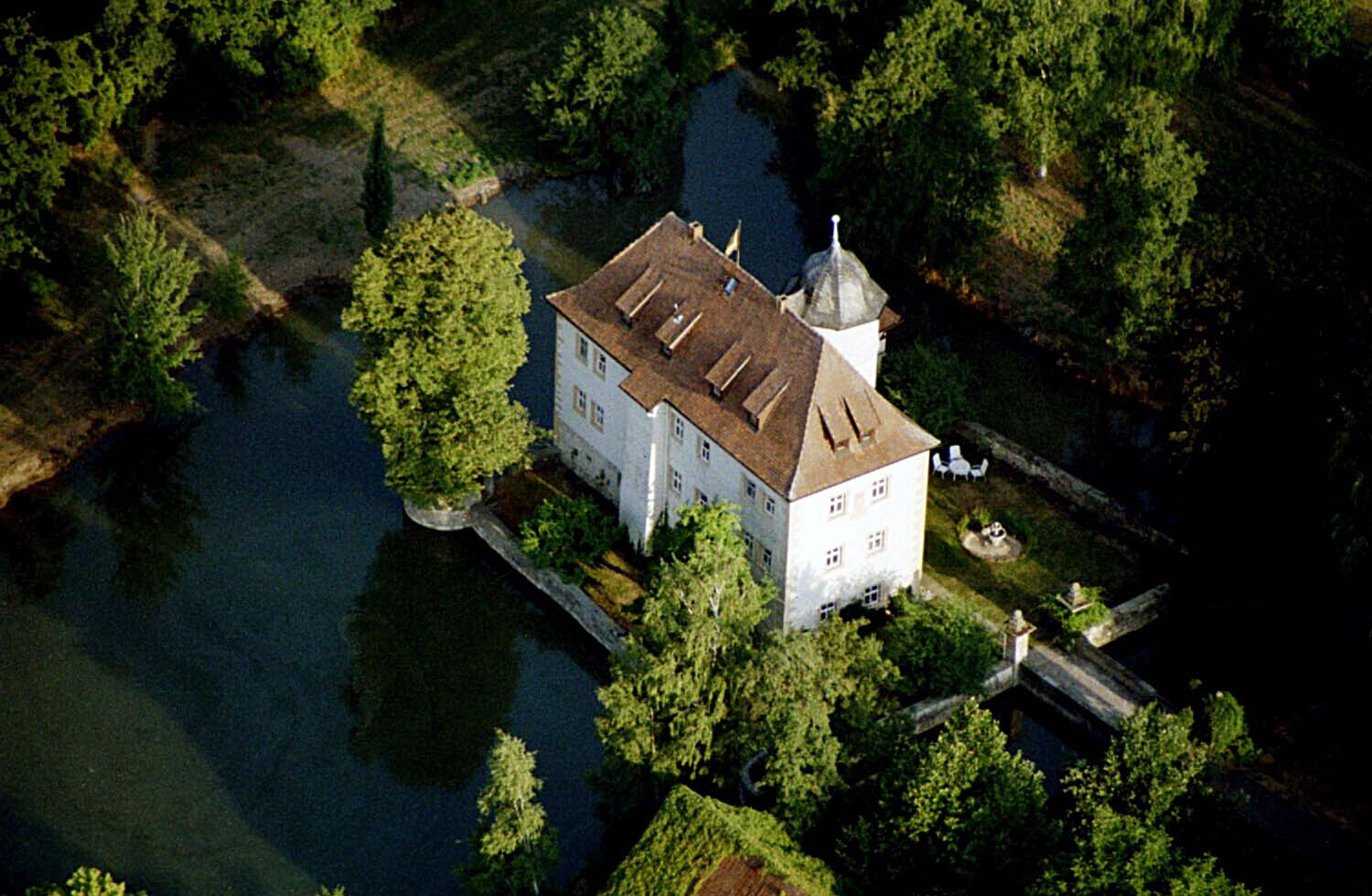
Wasserschloss Kleinbardorf

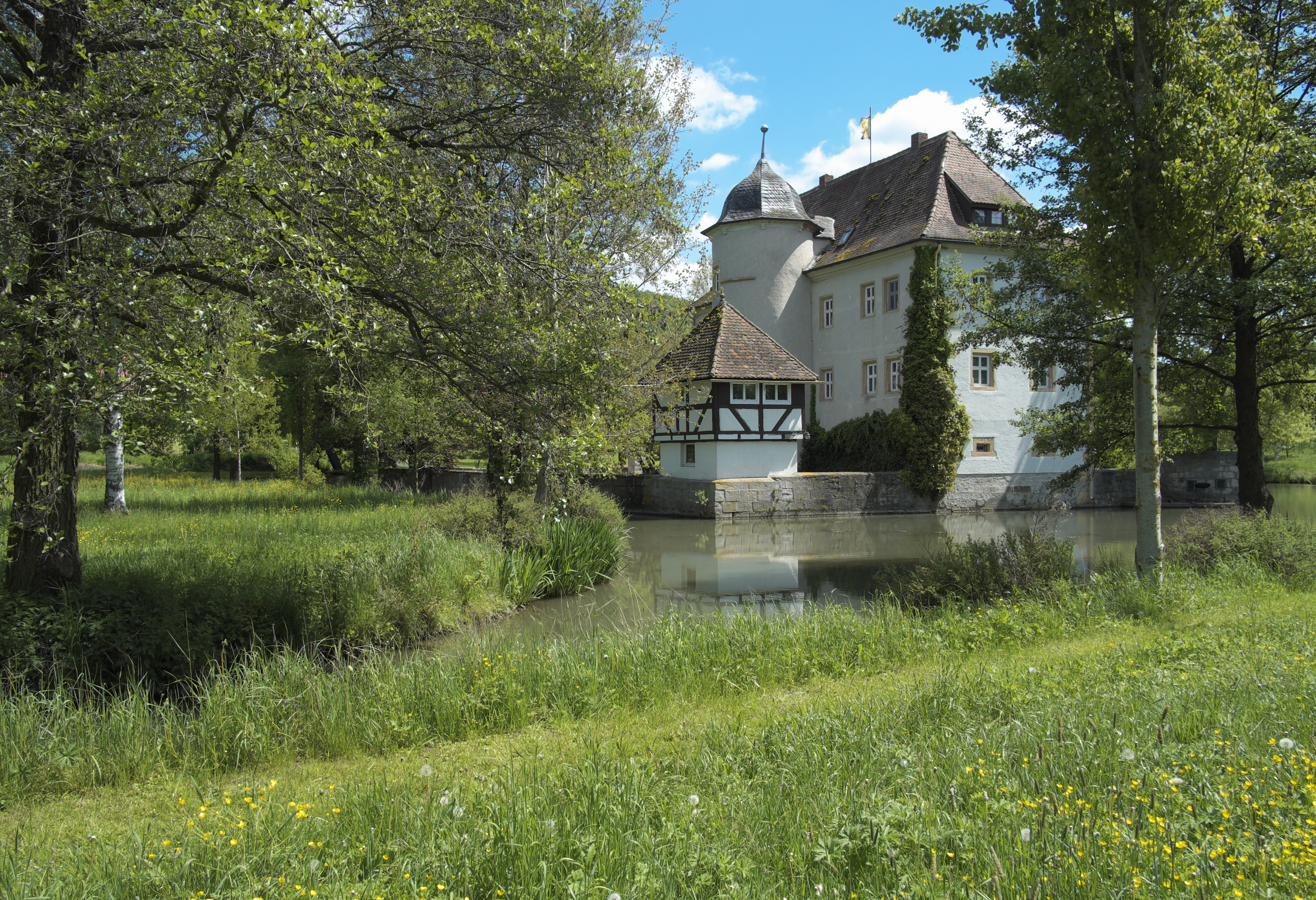
Wasserschloss Kleinbardorf

Das Schloss Kleinbardorf steht am Nordwestrand der Haßberge im Sulzfelder Ortsteil Kleinbardorf im Landkreis Rhön-Grabfeld (Unterfranken). Das kleine Wasserschloss ist in gutem Zustand und wird noch bewohnt.

## Geschichte
Kleinbardorf wird vom Judenhügel überragt, dessen Hochplateau einen großen, ursprünglich frühgeschichtlichen Ringwall trägt. Die heute sichtbaren eindrucksvollen Wälle gehen jedoch auf einen frühmittelalterlichen Ausbau zurück. Noch bis ins 17. Jahrhundert wurde die Befestigung als „Wartburg“ bezeichnet.
Im 14. Jahrhundert befand sich eine Zollstätte der Grafen von Henneberg im Dorf, die das Hochstift Würzburg 1368 erwarb. Zehn Jahre später kauften Dietrich und Conrad von Bibra diese Zollstätte. In den folgenden Jahrzehnten erwarben die von Bibra weiteren Besitz in Kleinbardorf. 1508 unterwarf sich Hans von Bibra der Lehnshoheit des Hochstiftes Würzburg. Der erhaltene Herrensitz entstand 1589/90 unter Heinrich von Bibra in einfachen Renaissanceformen und wurde unter der Familie von Guttenberg 1766 renoviert und umgebaut. Dieses Lehen wurde 1602 nach dem Tod des kinderlosen Heinrich von Bibra vom Hochstift eingezogen. Die Verwandten des Verstorbenen protestierten dagegen vor dem Reichsgericht. Der Prozess zog sich bis ins Jahr 1681 hin, als die Familie den Besitz wieder zugesprochen bekam. 
1687 verkauften die Bibra Gut und Schloss an den holländischen Generalleutnant Weibnom. Nach dessen Tod 1691 erwarben die Freiherren von Guttenberg den Besitz. Nach gut 200 Jahren veräußerten die Nachfahren die Ländereien 1896 an sieben Bauern aus dem Gemeindebereich. Seit 1965 dient das Schloss wieder als privater Wohnsitz und wurde von den Eigentümern umfassend saniert. Die Eigentümerfamilie Hofer stellt in und um das Schloss zeitgenössische Kunst aus, darunter einen Skulpturenweg entlang der Barget.

## Beschreibung
Der dreigeschossige Schlossbau steht auf einer gemauerten, quadratischen Terrasse, die ringsum von Wassergräben mit Futtermauern geschützt wird. An der Südwestecke ist eine kleine Rundbastei angefügt. Den Zugang gewährt eine Steinbrücke im Osten, die von vier Sandsteinpfeilern mit Kugelaufsätzen flankiert wird.
Das rechteckige Hauptgebäude ist schlicht gehalten, wird aber im Norden durch einen kräftigen, viergeschossigen Treppenturm mit Schweifkuppel belebt. Das Hauptportal liegt links neben dem Treppenturm, der jedoch durch einen eigenen Eingang zugänglich ist. Beide Portale sind architektonisch reich gegliedert und besitzen Schrifttafeln mit Bauinschriften (16. Jahrhundert). Am Turmportal ist das Allianzwappen der Eheleute Heinrich von Bibra und Veronika von Erthal eingemeißelt. Acht Ahnenwappen der Eheleute flankieren die Worte:
„ANNO DOMINI 1590

GOT DER HER BEHVTE DIS HAVS

ALLE DIE DRIN GEHN EIN UND AVS

HEINRICH VON VND ZV BIBRA

KLEINBARDORF VND SCHWEBHEIM“
Am Hauptportal befindet sich eine weitere Inschrift, ebenfalls aus dem Jahr 1590 und flankiert von vier Ahnenwappen der Eheleute Heinrich von Bibra und Veronika von Erthal:
„ZVVOR EIN ALTES HAVS HIE STVND

DAS LIES ABBRECHEN AVF DEN GRVND

ALS EIN + TAVSENT + FVNFHVNDERT + IAHR

NEVN + VND + ACHTZIG + DIE + IAHRZAL + WAHR

HEINRICH VON BIBRA DER EHRNVEST

LIES DIESEN BAV AVFS ALLERBEST

VON NEVEM WIEDER AUFFVHRN GAR

VND VERBRACHT SOLCHS IM ANDERN JAHR

SEIM NAMEN VND GESCHLECHT ZV EHRN

GOTT WOL DREIN GLVCK VND HEIL BESCHERN“
Das Schloss trägt ein im unteren Teil geknicktes Walmdach mit Gauben.
Auf dem Judenhügel über dem Ort liegt ein großer frühgeschichtlicher, im Frühmittelalter ausgebauter Ringwall. Die Innenfläche der Befestigungsanlage dient seit 1574 als israelitischer Friedhof für ehemals knapp 30 Gemeinden des Umlandes. Die protestantische Reichsritterschaft der Umgebung hatte zahlreiche jüdische Familien aufgenommen, die dafür Schutzgelder zu entrichten hatten. Heute sind noch ungefähr 4400 Grabsteine vorhanden. Die Anlage gilt als größter Judenfriedhof Bayerns.